# Assedio di Corone
L'assedio di Corone fu un assedio durato dal 1532 al 1534 che portò alla cattura della fortezza ottomana di Corone in Messenia (Grecia) da parte delle forze dell'impero asburgico e la sua successiva ricattura da parte degli ottomani.
Corone era stata possedimento veneziano dal 1209, ma il sultano Bayezid II l'aveva catturata nel 1500. Nel 1532, il nuovo imperatore asburgico Carlo V ordinò all'ammiraglio genovese Andrea Doria di attaccare l'isola come diversivo per le campagne militari della Piccola guerra in Ungheria. Doria riuscì a riprendere possesso della città e la costa circostante.
Nella primavera del 1533, il sultano ottomano Solimano il Magnifico inviò una flotta di 60 galee per riprendere la città. Le navi bloccarono il porto ma vennero sconfitte dall'ammiraglio Doria e dalla marina genovese, evidenziando così le criticità e la debolezza della marina ottomana del tempo. Un esercito ottomano di terra ebbe ad ogni modo fortuna nell'assediare la città, costringendola alla resa il 1º aprile 1534. La guarnigione spagnola, indebolita, poté infine lasciare la città senza danni.